# Sigfrid Rålamb (1753–1841)

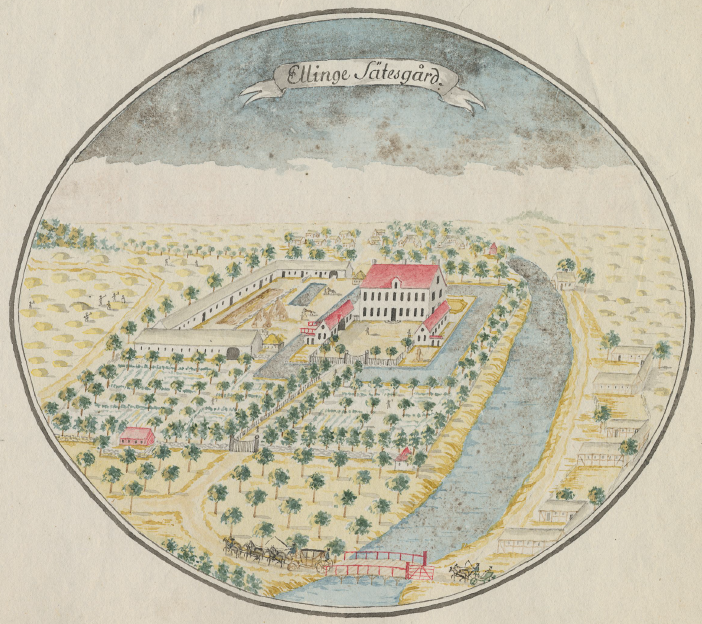
Ellinge slott på akvarell omkring 1780

Anders Sigfrid Rålamb, född 5 augusti 1753 i Stockholm, död 11 mars 1841 i Norra Strö, Kristianstads län, var en svensk friherre, ryttmästare, tecknare och akvarellist.

## Biografi
Föräldrar var Claës Gustaf Rålamb och Christina Sofia Sack. Han gifte sig 1777 med sin kusin Brita Christina Sack, född 6 mars 1757 på Mölleröd i Finja socken, död 8 juli 1808 på Strö. Makarna fick åtta barn.
Rålamb påbörjade sin militära bana 1767 och blev ryttmästare 1775, men begärde avsked 1783 efter att ha köpt Strö herrgård. Där uppförde han en fristående bibliotekspaviljong för sina ärvda och egenhändigt inköpta dyrbara böcker och manuskript. Delar av samlingarna donerades till Kungliga biblioteket 1878 och 1885. Återstoden överfördes till den Rålambska stiftelsen och deponeras 1937 i Riksarkivet. 
Han var en duktig tecknare och under officerstiden utförde han ritningar till ett kavalleriexercisreglemente och han uppger i sin opublicerade självbiografi att han som ung genomgått en examen vid fortifikationen och att man då hade önskat att han skulle fortsätta som arkitekt. Efter förvärvet av Strö herrgård vistades han ofta i Skåne och under 1780- och 1790-talen utförde han ett mängd teckningar och akvareller av skånska slott och herrgårdar. De har ett stort kulturhistoriskt och topografiskt värde och är i många fall unika. Kungl. Biblioteket tillhandahåller ett flertal av dem online. 
Makarna Rålamb är begravda på Norra Strö kyrkogård.